# オーヴァー・シーズ・コレクション
『オーヴァー・シーズ・コレクション』 (OVER SEAS COLLECTION) は、イエロー・マジック・オーケストラ (YMO) のコンピレーション・アルバム。1995年12月13日にアルファミュージックからリリースされた。

## 背景
YMOの楽曲を海外でシングルとしてリリースする際に独自のエディットやミックスが施された。当作品は、日本国内で未発表のバージョンを集めたコンピレーション・アルバムとなっている。
原曲と比較して、カットアウトなどエディットが施された楽曲はあるものの、収録曲のほとんどは当作品を制作するにあたり、日本国内で新たにテープ編集を行ったものであり、厳密には「海外で発売されたバージョン」そのものではない。

## 批評
| 専門評論家によるレビュー | 専門評論家によるレビュー |
| レビュー・スコア         | レビュー・スコア         |
| 出典                     | 評価                     |
| ------------------------ | ------------------------ |
| CDジャーナル             | 否定的                   |

- 音楽情報サイト『CDジャーナル』では、作品全体を「初回のみのブックレットに重大な価値を見い出すことのできるディープ・マニア向けの企画」と指摘し、収録曲に関しては「コンプリートでないし、音は国内モノと変わらないのも多いし、無残なブツ切りエディットも多数」と否定的に評価している[1]。

## リリース履歴
| No. | 日付           | 国名 | レーベル             | 規格 | 規格品番    | 最高順位 | 備考 |
| --- | -------------- | ---- | -------------------- | ---- | ----------- | -------- | --- |
| 1   | 1995年12月13日 | 日本 | アルファミュージック | CD   | ALCA-5056/7 | 98位     | 初回プレスのみ、海外盤のジャケット写真や解説を含むブックレット、グラフィックCD仕様、未発表ライヴCDのクイズ応募券付。 |

## 収録曲
| 全編曲: YMO。 |                                                                      |                                                 |                                                                                     |       |
| #             | タイトル                                                             | 作詞                                            | 作曲                                                                                | 時間  |
| 1.            | 「COMPUTER GAME(THEME FROM THE INVADERS)/FIRECRACKER UK 7" VERSION」 |                                                 | - YMO（COMPUTER GAME(THEME FROM THE INVADERS)） - マーティン・デニー（FIRECRACKER） | 3:40  |
| 2.            | 「YELLOW MAGIC(TONG POO) UK 7" VERSION」                             |                                                 | 坂本龍一                                                                            | 3:25  |
| 3.            | 「COSMIC SURFIN' UK 7" VERSION」                                     |                                                 | 細野晴臣                                                                            | 3:24  |
| 4.            | 「MAD PIERROT UK 7" VERSION」                                        |                                                 | 細野晴臣                                                                            | 3:59  |
| 5.            | 「LA FEMME CHINOISE UK 7" VERSION」                                  | クリス・モズデル                                | 高橋幸宏                                                                            | 3:56  |
| 6.            | 「TECHNOPOLIS FROM UK 7"」                                           |                                                 | 坂本龍一                                                                            | 3:53  |
| 7.            | 「BEHIND THE MASK FROM ITALY 7"」                                    | クリス・モズデル                                | 坂本龍一                                                                            | 3:38  |
| 8.            | 「DAY TRIPPER FROM ARGENTINA 7"」                                    | レノン＝マッカートニー                          | レノン＝マッカートニー                                                              | 2:43  |
| 9.            | 「JINGLE [YMO]/NICE AGE FROM DUTCH 12"」                             | クリス・モズデル（NICE AGE）                    | - YMO（JINGLE [YMO]） - 高橋幸宏、坂本龍一（NICE AGE）                              | 4:09  |
| 10.           | 「MULTIPLIES FROM PORTUGUESE 7"」                                    |                                                 | エルマー・バーンスタイン、YMO                                                       | 2:59  |
| 11.           | 「TIGHTEN UP US 12" VERSION」                                        | ビリー・バトラー                                | アーチー・ベル                                                                      | 5:46  |
| 12.           | 「CITIZENS OF SCIENCE FROM US 7"」                                   | クリス・モズデル                                | 坂本龍一                                                                            | 4:36  |
| 13.           | 「CUE FROM US PROMOTIONAL 12"」                                      | - 高橋幸宏、細野晴臣 - 訳詞：ピーター・バラカン | 高橋幸宏、細野晴臣                                                                  | 4:33  |
| 14.           | 「1000 KNIVES FROM US PROMOTIONAL 12"」                              |                                                 | 坂本龍一                                                                            | 5:23  |
| 合計時間:     | 合計時間:                                                            | 合計時間:                                       | 合計時間:                                                                           | 56:04 |

| 全編曲: YMO。 |                                                            |                              |                    |       |
| #             | タイトル                                                   | 作詞                         | 作曲               | 時間  |
| 1.            | 「RYDEEN UK 7" VERSION」                                   |                              | 高橋幸宏           | 3:54  |
| 2.            | 「ABSOLUTE EGO DANCE FROM UK 7"」                          |                              | 細野晴臣           | 4:39  |
| 3.            | 「PURE JAM FROM SPANISH 7"」                               | 高橋幸宏、ピーター・バラカン | 高橋幸宏           | 4:32  |
| 4.            | 「LIGHT IN DARKNESS FROM SPANISH 7"」                      |                              | 坂本龍一、高橋幸宏 | 3:42  |
| 5.            | 「TAISO FROM AUSTRALIAN 7"」                               | 坂本龍一                     | 坂本龍一、YMO      | 4:23  |
| 6.            | 「EPILOGUE FROM AUSTRALIAN 7"」                            |                              | 坂本龍一           | 4:24  |
| 7.            | 「THE MADMEN GERMANY 7" VERSION」                          | 細野晴臣、ピーター・バラカン | 細野晴臣           | 3:24  |
| 8.            | 「YOU'VE GOT TO HELP YOURSELF FROM GERMANY 7"」            | 細野晴臣、ピーター・バラカン | 細野晴臣、高橋幸宏 | 4:47  |
| 9.            | 「FIRECRACKER [COMPUTER GAME] US 7" VERSION」(BONUS TRACK) |                              | マーティン・デニー | 3:57  |
| 10.           | 「COSMIC SURFIN' US 7" VERSION」(BONUS TRACK)              |                              | 細野晴臣           | 3:35  |
| 11.           | 「TIGHTEN UP US MONAURAL 7" VERSION」(BONUS TRACK)         | ビリー・バトラー             | アーチー・ベル     | 3:09  |
| 12.           | 「YELLOW MAGIC(TONG POO) US 7" VERSION」(BONUS TRACK)      |                              | 坂本龍一           | 3:49  |
| 合計時間:     | 合計時間:                                                  | 合計時間:                    | 合計時間:          | 48:15 |

## 曲解説
- 特記以外は、国内盤と同一ミックスとなっている。

### Disc 1
1. COMPUTER GAME(THEME FROM THE INVADERS)/FIRECRACKER  UK 7" VERSION
『イエロー・マジック・オーケストラ (US版)』とは異なり「Computer Games (Theme From The Invaders)」から開始している。
2. YELLOW MAGIC(TONG POO)   UK7" VERSION
原曲が収録されている『イエロー・マジック・オーケストラ (US版)』にエディットを施したショートバージョン。
3. COSMIC SURFIN'  UK 7" VERSION
原曲が収録されている『イエロー・マジック・オーケストラ (US版)』にエディットを施したショートバージョン。
4. MAD PIERROT  UK 7" VERSION
原曲が収録されている『イエロー・マジック・オーケストラ (US版)』にエディットを施したショートバージョン。
5. LA FEMME CHINOISE  UK 7" VERSION
原曲が収録されている『イエロー・マジック・オーケストラ (US版)』にエディットを施したショートバージョン。
6. TECHNOPOLIS  FROM UK 7"
イギリスにてリリースされたシングル盤（サードプレス）収録のシングルミックス[注釈 4]。
7. BEHIND THE MASK  FROM ITALY 7"
8. DAY TRIPPER  FROM ARGENTINA 7"
9. JINGLE [YMO]/NICE AGE  FROM DUTCH 12"
10. MULTIPLIES  FROM PORTUGUESE 7"
11. TIGHTEN UP  US 12" VERSION
アメリカにリリースされた12インチシングルバージョン。通称「A&Mミックス」。
マスターテープではなくレコードからダビングした影響で、スクラッチノイズが混じっている。
1999年にリリースされたベスト・アルバム『YMO GO HOME!』[2]にも収録されている。
12. CITIZENS OF SCIENCE  FROM US7"
13. CUE  FROM US PROMOTIONAL 12"
14. 1000 KNIVES  FROM US PROMOTIONAL 12"

### Disc 2
1. RYDEEN  UK7"VERSION
原曲にエディットを施したショートバージョン。
2. ABSOLUTE EGO DANCE  FROM UK 7"
3. PURE JAM  FROM SPANISH 7"
4. LIGHT IN DARKNESS  FROM SPANISH 7"
5. TAISO  FROM AUSTRALIAN 7"
6. EPILOGUE  FROM AUSTRALIAN 7"
7. THE MADMEN  GERMANY 7" VERSION
原曲が収録されている『サーヴィス』にエディットを施したショートバージョン。
8. YOU'VE GOT TO HELP YOURSELF  FROM GERMANY 7"
9. FIRECRACKER [COMPUTER GAME]  US 7" VERSION (BONUS TRACK)
原曲が収録されている『イエロー・マジック・オーケストラ (US版)』にエディットを施したショートバージョン。
サブタイトルに「COMPUTER GAME」と記載されているが、該当の楽曲は収録されていない。
10. COSMIC SURFIN'  US 7" VERSION (BONUS TRACK)
原曲が収録されている『イエロー・マジック・オーケストラ (US版)』に回転数を遅くしたエディットバージョン。
11. TIGHTEN UP  US MONAURAL 7" VERSION (BONUS TRACK)
アメリカのプロモーション盤向けに、原曲が収録されている『増殖』にショートバージョンとしてエディットし、音源をステレオからモノラルにミックスダウンが施されている。
12. YELLOW MAGIC(TONG POO)  US 7" VERSION (BONUS TRACK)
原曲が収録されている『イエロー・マジック・オーケストラ (US版)』にエディットを施したショートバージョン。